# Зайцев, Юрий Викторович
Юрий Викторович Зайцев (род. 16 декабря 1970, Монино, Московская область) — российский государственный и политический деятель. Глава и председатель правительства Республики Марий Эл с 23 сентября 2022 (врио 10 мая — 23 сентября 2022). 
Председатель правительства Республики Калмыкия с 14 октября 2019 по 10 мая 2022. Член партии «Единая Россия».

## Биография
Родился 16 декабря 1970 года в городе Монино, Московской области.
Окончил Военный институт Министерства обороны СССР по специальности «Иностранный язык» с квалификацией «Переводчик-референт, специалист в информационно-аналитической области». Свободно владеет итальянским и французским языками. Кандидат экономических наук.
С февраля по август 2014 года Зайцев был советником, а потом первым заместителем генерального директора ОАО «МРСК Северного Кавказа». Позже в течение пяти лет занимал пост генерального директора компании.
В 2019 году был назначен председателем правительства Республики Калмыкия.

## Глава Республики Марий Эл
10 мая 2022 года президент России Владимир Путин назначил Юрия Зайцева временно исполняющим обязанности главы Марий Эл в связи с отставкой предыдущего руководителя региона Александра Евстифеева.
12 июня подал документы в избирательную комиссию для участия в выборах главы региона в качестве самовыдвиженца.
Я сам член партии «Единая Россия», не скрываю и горжусь. Это позволяет мне абсолютно конструктивно мыслить и планировать свою деятельность, в том числе и будучи временно исполняющим обязанности Главы Марий Эл.Юрий Зайцев
На выборах Зайцев набрал 82,44 процента голосов избирателей, одержав таким образом победу. 23 сентября 2022 года вступил в должность главы Республики Марий Эл.

## Семья
Женат, воспитывает сына.

## Санкции
24 февраля 2023 года Госдепом США Зайцев включён в санкционный список лиц, причастных к «осуществлению российских операций и агрессии в отношении Украины, а также к незаконному управлению оккупированными украинскими территориями в интересах РФ», в частности за «призыв граждан на войну в Украине».
1 апреля 2023 года внесён в санкционный список Украины как «глава государственного органа, осуществлявший поддержку/поощрение/публичное одобрение политики РФ, направленной на проведение военных действия и геноцид гражданского населения в Украине»

## Награды
- Благодарность Председателя Государственной думы Федерального собрания Российской Федерации (2015)
- Орден «За заслуги» (2015)
- Медаль «За содружество во имя спасения» (2015, МЧС России)
- Медаль «За заслуги перед Чеченской Республикой» (2015)
- Почётная грамота РСО-Алания (2015)
- Почётная грамота Кабардино-Балкарской Республики (2015)
- Почётная грамота Карачаево-Черкесской Республики (2015)[11][12]
- Благодарственное письмо Администрации Президента Российской Федерации (2015, 2016)
- Медаль МЧС России «XXV лет МЧС России» (2016)
- Медаль «Почётный гражданин города Дербента» (2016)
- Благодарность ПАО «Россети» (2016, 2017)
- Почётная грамота Республики Дагестан (2016, 2018)
- Благодарность Министерства энергетики Российской Федерации (2017)
- Благодарность Президента Российской Федерации Владимира Путина (2018)
- Почётная грамота Народного собрания Республики Дагестан (2018)
- Благодарность Главы Республики Калмыкия (2019)
- Почётная грамота Республики Калмыкия (2020)
- Почётный гражданин Республики Калмыкия[13]
- Медаль «За отличие в военной службе 3 степени»

## Доходы
Декларированный доход Зайцева за 2021 год составил 1,5 млн рублей. Согласно декларации, в его собственности находятся квартира, два машиноместа, земельный участок, автомобили Mercedes-Benz AMGG63 и Lexus LX570.